# 芸能界恥-1グランプリ
『芸能界恥-1グランプリ』（げいのうかいはじワングランプリ）とはTBS系列にて2009年8月4日よりスタートしたバラエティ特別番組である。

## 概要
- 芸能人のお宝映像が勢揃いした、過去の恥ずかしさという数々の爆笑シーンを徹底的に盛りだくさんである。以前、日本テレビで放送された「芸能人はずかし&新作映像100連発」のつなぎである。
- 第1回の放送では『バラエティーニュース キミハ・ブレイク』枠にて放送されたため、『キミブレ』の生放送パートでも本放送直前の見どころを語る。

## 司会
- 今田耕司
- 千原ジュニア（闇の情報屋『J』）
- 竹内香苗（TBSアナウンサー）

## ゲスト

### 第1回
| 男性 - 阿藤快 - ガッツ石松 - ザ・たっち（たくや・かずや） - しずる（村上純・池田一真） - 品川庄司（品川祐・庄司智春） - 笑福亭笑瓶 - スピードワゴン（井戸田潤・小沢一敬） - 高橋ジョージ - 武田修宏 - たむらけんじ - 出川哲朗 - デーブ・スペクター - 中川家（中川剛・中川礼二） - なだぎ武 - 錦野旦 - 板東英二 - HIRO（安田大サーカス） - ペナルティ - U字工事（福田薫・益子卓郎） | 女性 - アグネス・チャン - 井森美幸 - エド・はるみ - 大沢あかね - 大島美幸（森三中） - 榊原郁恵 - さとう珠緒 - ジャガー横田 - 鈴木紗理奈 - 高木美保 - 野沢直子 - 松居直美 - 松本伊代 - 森口博子 - 山口もえ - 山田花子 |

## 放送日
※いずれもJST。
- 第1回 - 2009年8月4日（火）19:55〜21:48（『キミハ・ブレイク』枠にて放送）

## 放送内容
第1回
- こんな仕事してました部門
- 恥ずかし写真部門
- 恥ずかしLOVE部門
- あの頃 君は若かった部門
- 映画『ラストサムライII』というありえないウソ企画を立案

## 受賞履歴
第1回
- 恥-1グランプリ優秀(恥)作品：村上純（しずる）の(恥)ラブレター
- 準グランプリ：野沢直子の映画『帝都大戦』

## スタッフ
- ナレーション：服部潤、鈴木賢、安井絵里
- 構成：北本かつら、石坂伸太郎、石井裕之、石津聡、山川俊司
- TM：金澤健一
- TD：荒木健一
- カメラ：川井由紀男
- VE：宇都宮勝
- 音声：中村心
- 照明：高橋章
- ロケENG：永澤剛
- 美術プロデューサー：相野道生
- 美術デザイナー：三須明子
- アクリル装飾：近藤樹也
- ロケ美術：春日茂夫
- 装置：森田正樹、福田良二
- 電飾：住義仁
- 生花装飾：儀同博子
- メカシステム：庄子泰広
- 音響効果：太田光則、福永真弓
- CGデザイナー：小城功夫
- TK：野村佳乃子
- 編集：遠藤毅、関美幸、寺内太朗
- MA：新田領
- 技術協力：東通、サウンド ユニバース
- 公開放送：廣中信行、松元裕二
- AP：大護亜希子
- デスク：椿美希子
- ディレクター：西本武、高木剛、高橋隼人、新保勝久、高田脩、大橋豪、有田武史、千葉博史
- 演出：田口健介
- プロデューサー：中川通成、富田好美
- チーフプロデューサー：合田隆信
- 製作著作：TBS

## 視聴率
- 第1回 - 6.0%